# کیتامی، هوکایدو
کیتامی در استان هوکایدو در کشور ژاپن  واقع شده‌است  که دارای جمعیت ۱۲۷٬۳۲۸ نفر و مساحت ۱٬۴۲۷٫۵۶ کیلومتر مربع با تراکم جمعیت ۸۹٫۲  نفر در کیلومترمربع است و در تاریخ ۵ مارس ۲۰۰۶ به عنوان شهر شناخته شد.